# Arie van Gent (burgemeester)
Arie van Gent (9 mei 1915 – 14 maart 2005) was een Nederlands burgemeester.
Hij was hoofdcommies bij de gemeente Woudenberg waar hij ook waarnemend gemeentesecretaris is geweest. In die plaats was hij verder als bestuurder betrokken bij de 'Stichting Oud Woudenberg'. In mei 1958 werd hij de burgemeester van Bergschenhoek wat hij tot zijn pensionering in juni 1980 zou blijven. Daarna verhuisde hij naar Barneveld. In 2005 overleed Van Gent op 89-jarige leeftijd. 